# مته‌سوسکیان
مته‌سوسکیان (نام علمی: Bostrichinae) نام یک زیرخانواده از تیره سوسک‌های مته‌ای است.